# Dictado
Pour plus de détails, voir Fiche technique et Distribution.
Dictado est un film espagnol réalisé par Antonio Chavarrías, sorti en 2012.

## Synopsis
Laura et Daniel, deux professeurs, veulent avoir un enfant mais le gynécologue prévient Laura que ce ne sera pas possible. Ils recueillent Julia, la fille de Mario, un homme étrange que Daniel a rencontré à l'école et qui vient de se suicider.

## Fiche technique
- Titre : Dictado
- Réalisation : Antonio Chavarrías
- Scénario : Antonio Chavarrías, Sergi Belbel, Lluàs Arcarazo et Jordi Galceran
- Musique : Zacarías M. de la Riva et Joan Valent
- Photographie : Guillermo Granillo
- Montage : Martí Roca
- Production : Antonio Chavarrías
- Société de production : Alebrije Cine y Video, Catalan Films & TV, Filmax International, ICE, Oberón Cinematográfica, Ono, TVC, Televisión Española
- Pays :  Espagne
- Genre : Horreur et thriller
- Durée : 95 minutes
- Dates de sortie : 
  -  Espagne : 9 mars 2012

## Distribution
- Juan Diego Botto : Daniel
- Bárbara Lennie : Laura
- Mágica Pérez : Julia
- Marc Rodríguez : Mario
- Àgata Roca : Luisa
- Nora Navas : Beatriz
- Cristina Azofra : Clara
- Adrián Bermúdez : Daniel enfant
- Pedro Muiño : Mario enfant
- Monti Castiñeiras : Alfonso
- Dolors Tuneu : Chus
- Maria Pau Pigem : Dr. Moreno
- Carles Prats : Oriol
- Celia Rico Clavellino : Canguro

## Distinctions
Le film est présenté en sélection officielle en compétition à la Berlinale 2012.